# 華廷傑
華廷傑（？—？），江西人，清朝政治人物。进士出身。
道光二十五年，登进士。咸丰六年（1856年），擔任清朝廣州府南海縣知縣。后由朱燮接任。